# Metrichia cafetalera
Metrichia cafetalera är en nattsländeart som beskrevs av Lazar Botosaneanu 1980. Metrichia cafetalera ingår i släktet Metrichia och familjen smånattsländor. Inga underarter finns listade i Catalogue of Life.